# Mohamed Barkat Abdillahi
Mohamed Barkat Abdillahi (* 14. Dezember 1947 in Dschibuti) ist ein Politiker der Rassemblement populaire pour le progrès (RPP) aus Dschibuti.

## Leben
Abdillahi trat nach dem Schulbesuch und einem Universitätsstudium 1968 zunächst in den Polizeidienst des Französischen Afar- und Issa-Territoriums ein und diente anschließend von 1970 bis 1977 erst in den französischen Streitkräften sowie nach der Unabhängigkeit des Afar- und Issa-Territoriums als Dschibuti 1977 bis 1980 in den Streitkräften des Landes. Nach seinem Ausscheiden aus dem aktiven Militärdienst war er in der Privatwirtschaft tätig.
Als Kandidat der Rassemblement populaire pour le progrès (RPP) wurde Abdullahi am 18. Dezember 1992 zur dritten Legislaturperiode erstmals zum Mitglied der Nationalversammlung gewählt und gehört dieser nach seinen Wiederwahlen am 19. Dezember 1997, 10. Januar 2003, 10. Februar 2008 und 20. Februar 2013 seither an.
Am 19. April 1997 wurde Abdillahi Minister für den öffentlichen Dienst und Verwaltungsreformen (Ministre de la fonction publique et des Réformes administratives) im Kabinett von Premierminister Barkat Gourad Hamadou und übernahm nach einer Kabinettsumbildung am 1. November 1997 erst das Amt des Ministers für Jugend, Sport und Kultur (Ministre de la jeunesse, des sports et des affaires culturelles) sowie nach einer erneuten Regierungsumbildung am 28. Dezember 1998 die Position als Minister für Handel und Industrie (Ministre du commerce et de l’Industrie) in dessen Regierung.
Am 4. Juli 2001 übernahm er in der Regierung von Dileita Mohamed Dileita das Amt als Minister für Beschäftigung und nationale Solidarität (Ministre de Emploi et de la Solidarité Nationale) und bekleidete dieses bis zu seiner Ablösung durch Houmed Mohamed Dini am 22. Mai 2005. Daraufhin wurde er selbst von Premierminister Dileita zum Minister für Justiz, Strafvollzug und Islamische Angelegenheiten sowie zum Beauftragten Minister für Menschenrechte (Ministre de Justice, des Affaires Pénitentiaires et Musulmanes, Charge des Droits de l’Hommes) ernannt. Dieses Ministeramt bekleidete er bis zum 22. Februar 2013.
Zwei Tage nach seiner Wiederwahl zum Parlamentsmitglied und seinem Ausscheiden aus der Regierung wurde Abdillahi am 22. Februar 2013 zum Zweiten Vizepräsidenten der Nationalversammlung gewählt und ist damit einer der Stellvertreter von Parlamentspräsident Idriss Arnaoud Ali.